# حاضنة الخوادج

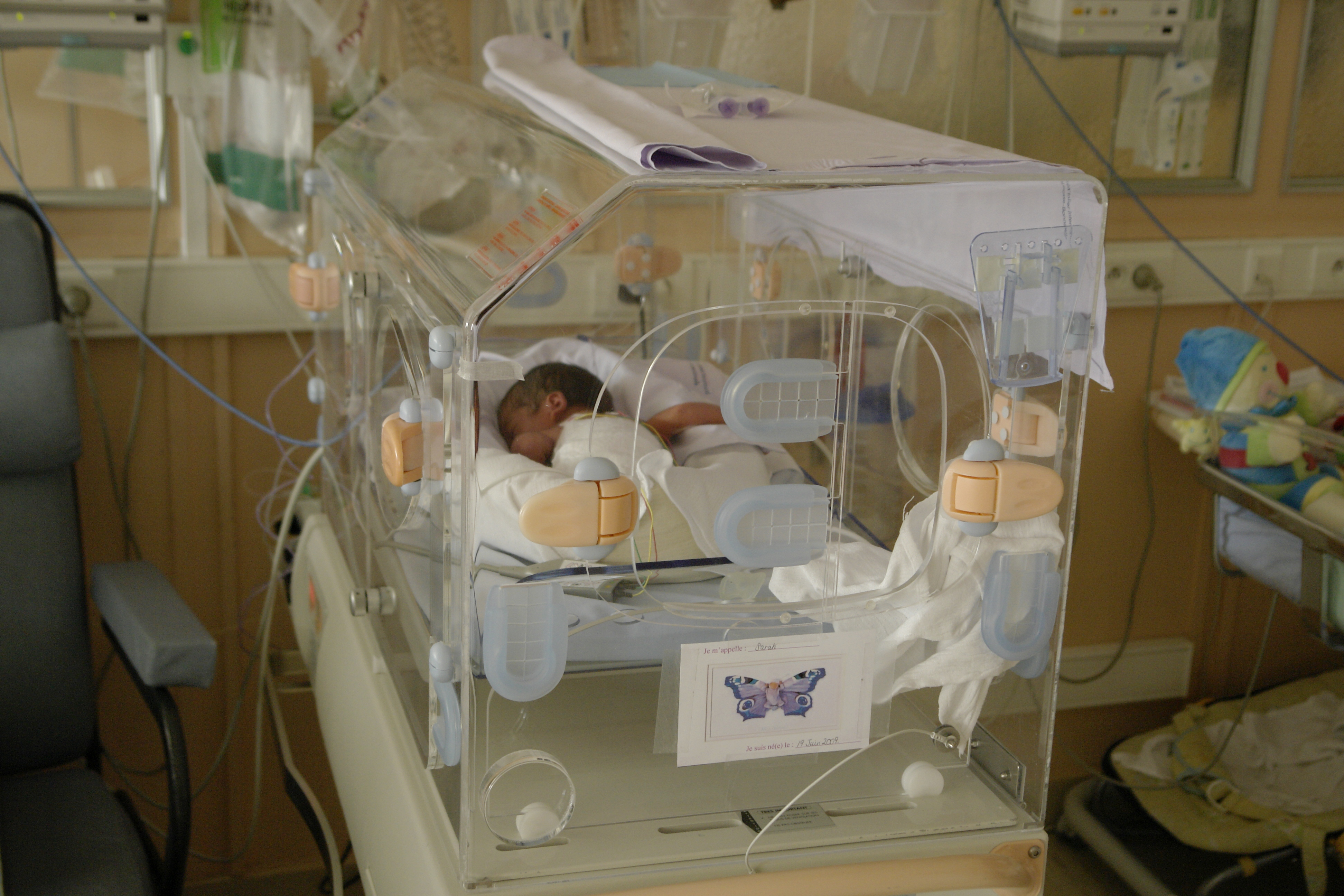
حاضنة للأطفال المبتسرين

حاضنة الأطفال (أو الحاضنة ) هي آلة تساعد على توفير البيئة والظروف المناسبة لنمو الجنين اخترعها طبيب النساء والتوليد ستيفان تارنيه (1828-1897)، رئيس أكاديمية الطب، وأستاذ عيادة التوليد، أول من طور حاضنة حقيقية للخوادج المبتسرين. وقد تم تقليده من قبل الأطباء الإقليميين الذين اخترعوا حاضنات تقليدية كانت لا تزال بدائية للغاية، مثل الدكتور ليون دوفور (1856-1928) من فيكامب، مؤسس Œuvre de la Goutte de lait.
تم إنشاء الحاضنات الحديثة في الخمسينيات من قبل أطباء الأطفال للسماح بالتحكم في درجة الحرارة، ومنع خطر العدوى.
وهي إما مناسبة للأطفال الخوادج في أجنحة الولادة أو لاحتضان البيض أثناء التكاثر.
يستخدم مصطلح حاضنة الأعمال أيضًا للإشارة إلى الجمعيات التي تساعد رواد الأعمال على بدء أعمالهم التجارية.